# 千葉製粉
千葉製粉株式会社（ちばせいふん）とは千葉県千葉市美浜区に本社を置く日本の食品関連企業である。創立は1947年（昭和22年）11月である。本社ほか東京都中央区や大阪府大阪市淀川区にそれぞれ営業所を置いている。主に小麦粉を取り扱ったいわゆる製粉事業をおこなっているほか、化粧品・医薬品素材事業も取り扱っている。

## 主な製品
- 小麦粉（花象印）
- ミックス粉 - 天ぷら用、ドーナツ用、和菓子用など
- 機能素材 - 結着剤、食感改良剤、食品用接着剤など
- 食品素材 - 小麦澱粉、小麦蛋白など
- 化粧品・医薬品素材 - パルミチン酸デキストリン、ステアリン酸イヌリンなど